# Harpactea coccifera
Harpactea coccifera är en spindelart som beskrevs av Brignoli 1984. Harpactea coccifera ingår i släktet Harpactea och familjen ringögonspindlar. Inga underarter finns listade i Catalogue of Life.